# St-Barthélémy (Gertwiller)

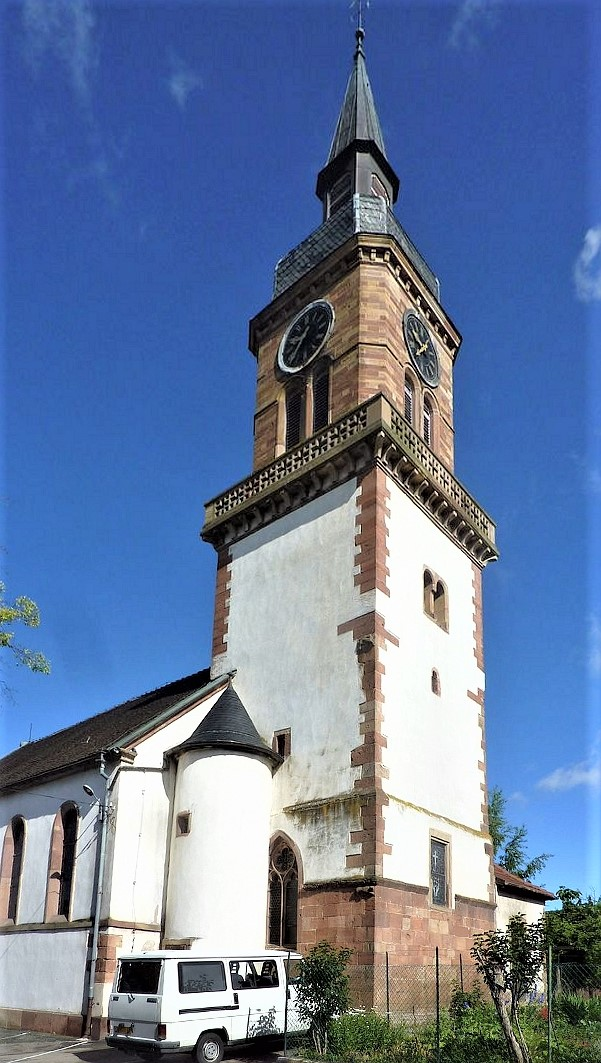
St-Barthélémy, Blick zum Chorturm

St-Barthélémy (deutsch: St. Bartholomäus) ist eine Kirche der lutherischen Protestantischen Kirche Augsburgischen Bekenntnisses von Elsass und Lothringen in Gertwiller (Département Bas-Rhin) in Frankreich. Die Kirche ist seit 1977 eingetragen im Verzeichnis des kulturellen Erbes in Frankreich.

## Geschichte
Die erste Erwähnung der Kirche St-Barthélémy erfolgte im Jahr 1206. Die Untergeschosse des romanischen Chorturms mit figürlichem Schmuck werden in das dritte Viertel des 12. Jahrhunderts datiert. Der Chorraum im Inneren des Turmes wurde in gotischer Zeit umgestaltet und besitzt Fresken aus dem 14./15. Jahrhundert. Das Langhaus wurde 1845–47 nach Plänen von Antoine Ringeisen durch einen neuen Saalbau ersetzt. Auf Ringeisen geht auch die Erhöhung des Turmes im Jahr 1858 zurück.
1554 wurde an der Kirche die Reformation eingeführt. Seit 1685/86 diente das Gotteshaus auf Anordnung der französischen Regierung Lutheranern und Katholiken als Simultankirche. Das Simultaneum endete 1939 mit dem Neubau einer eigenen römisch-katholischen Kirche in Gertwiller.